# پیشنماز

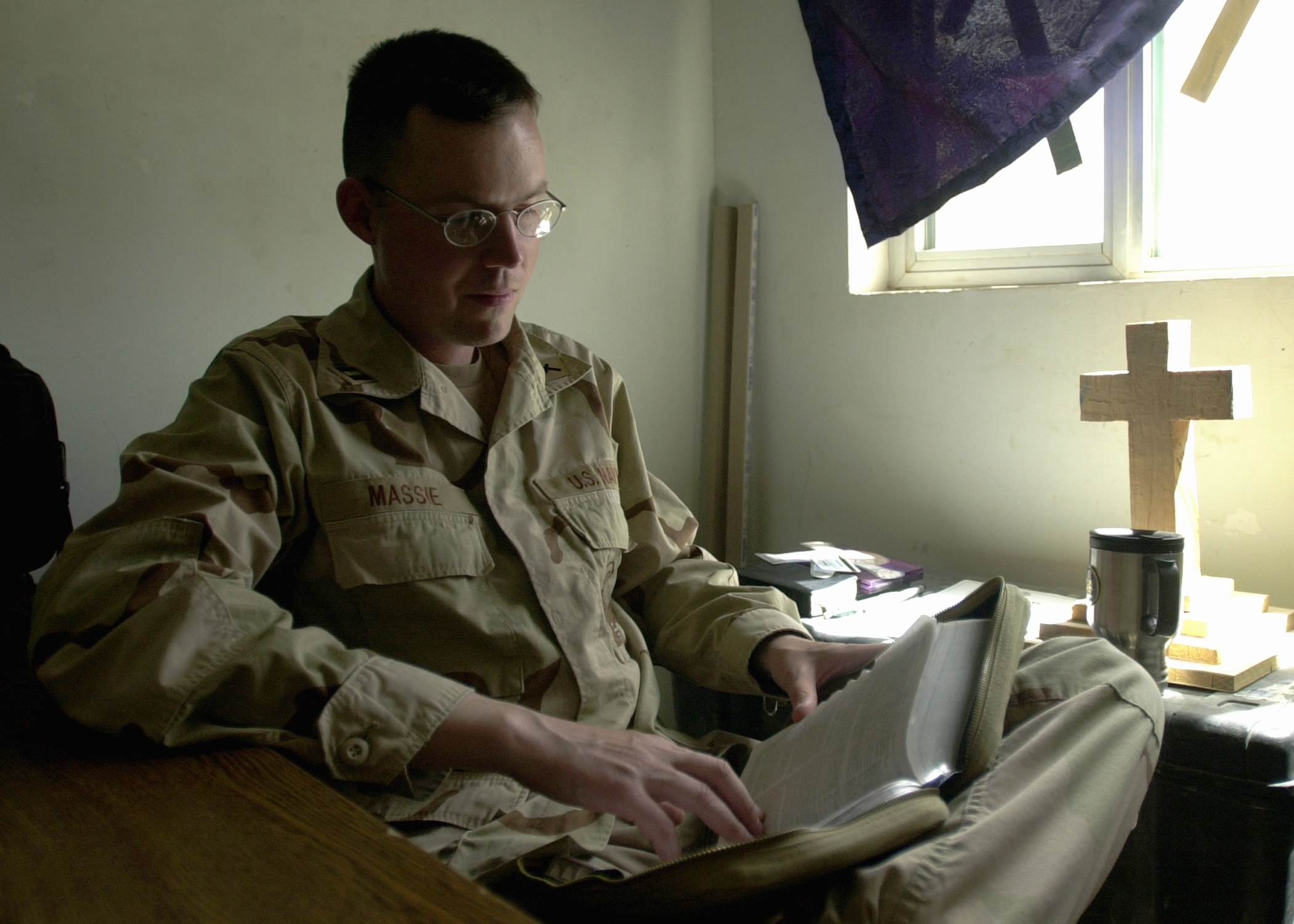
یک پیشنماز نیروی دریایی آمریکا در عراق در حال مطالعهٔ کتاب مقدس برای یک مراسم سخنرانی.

پیشنماز به‌طور یک روحانی  (مانند کاهن،   کشیش، شبان، ربی، امام) یا یک شخص غیر روحانی نمایندهٔ یک سنت دینی، وابسته به یک نهاد سکولار (مانند بیمارستان، زندان، واحد نظامی، مدرسه، ادارهٔ پلیس، ادارهٔ آتش‌نشانی، , دانشگاه)، یا یک نمازخانه خصوصی است.

## نگارخانه

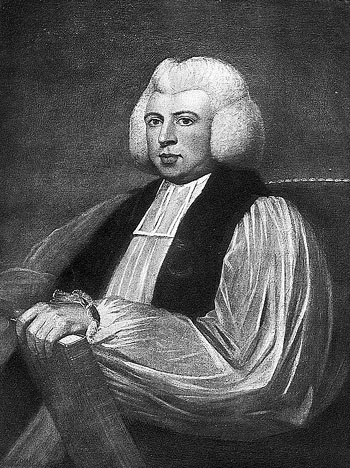
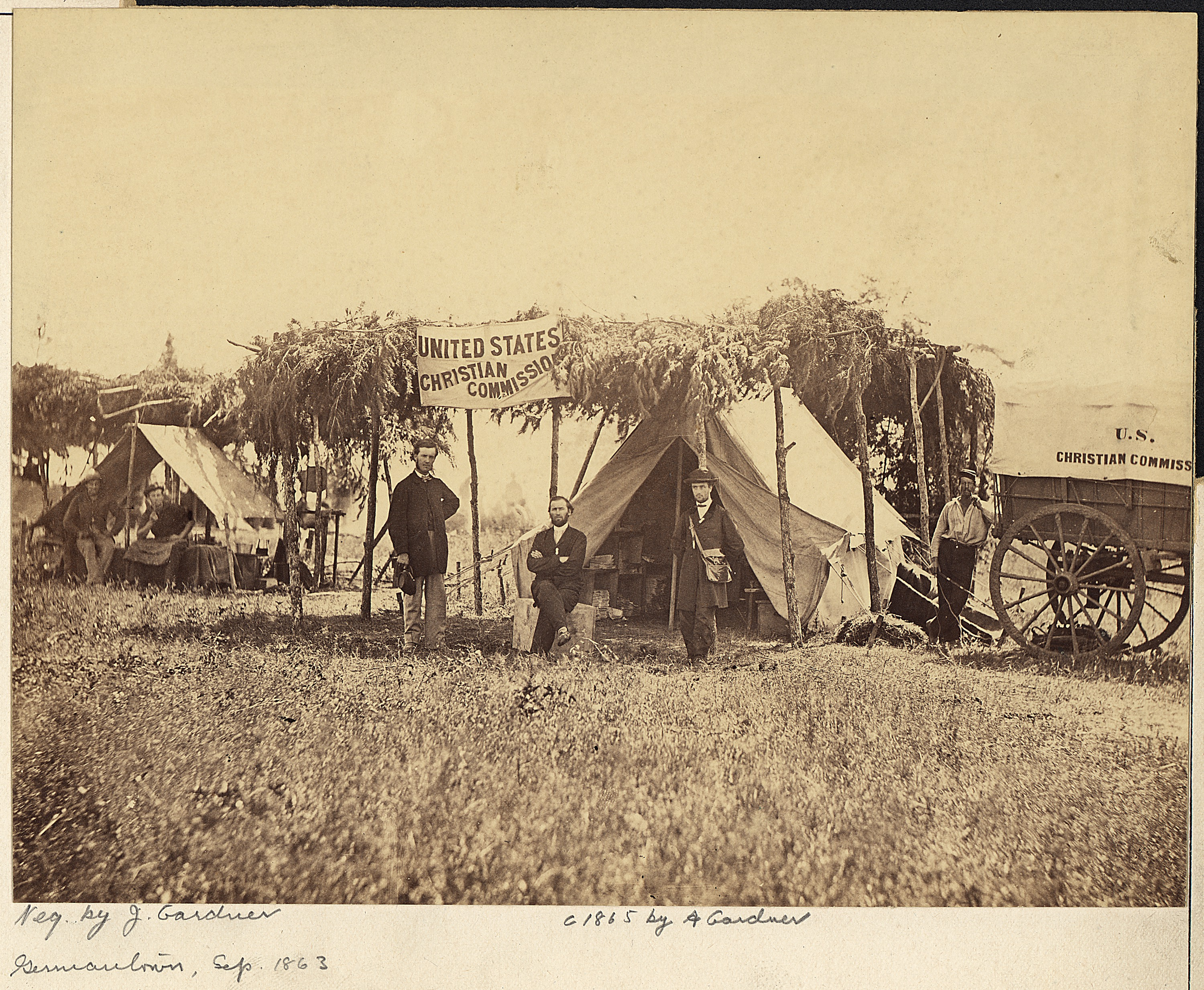
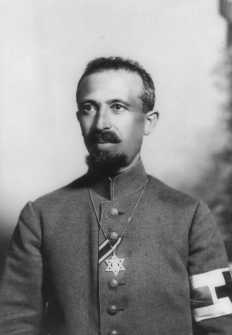
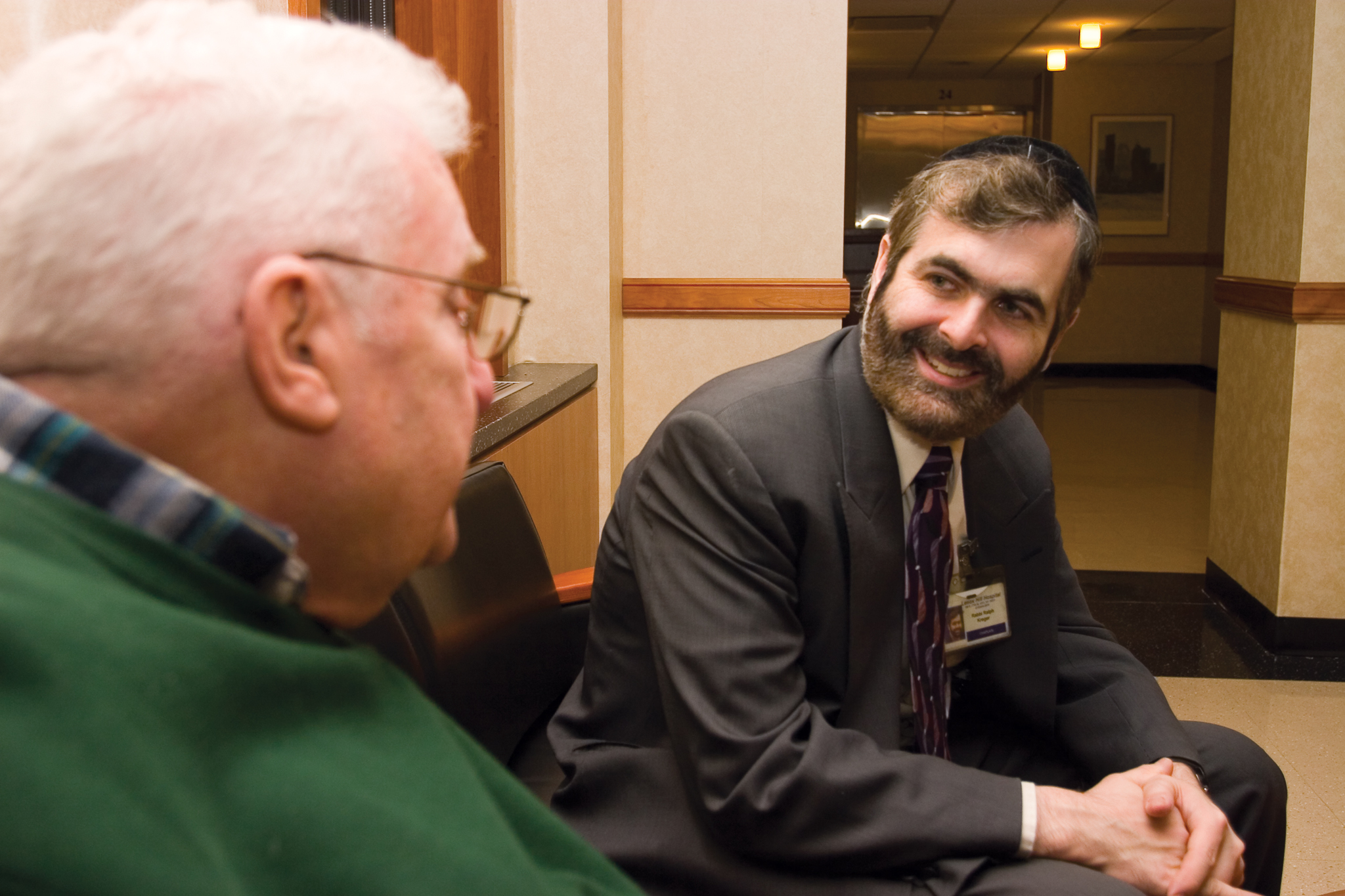
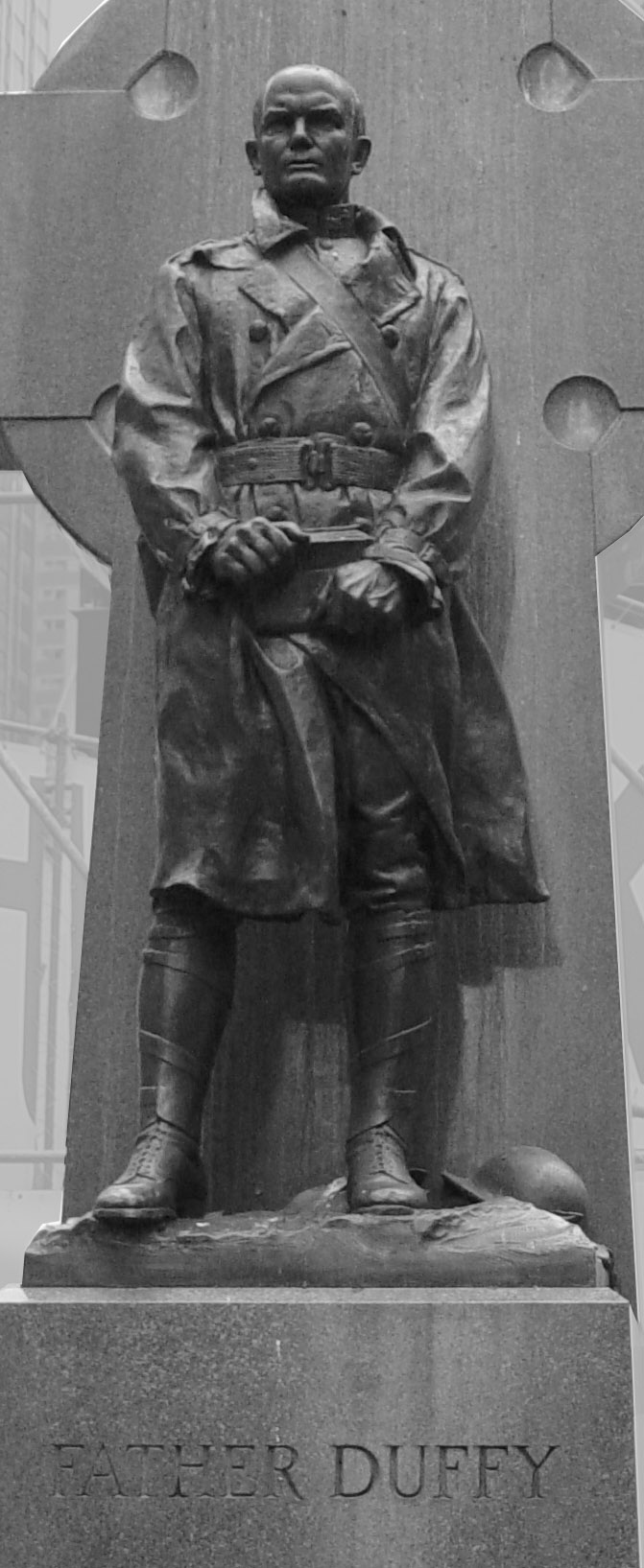
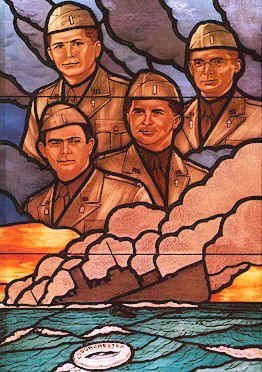
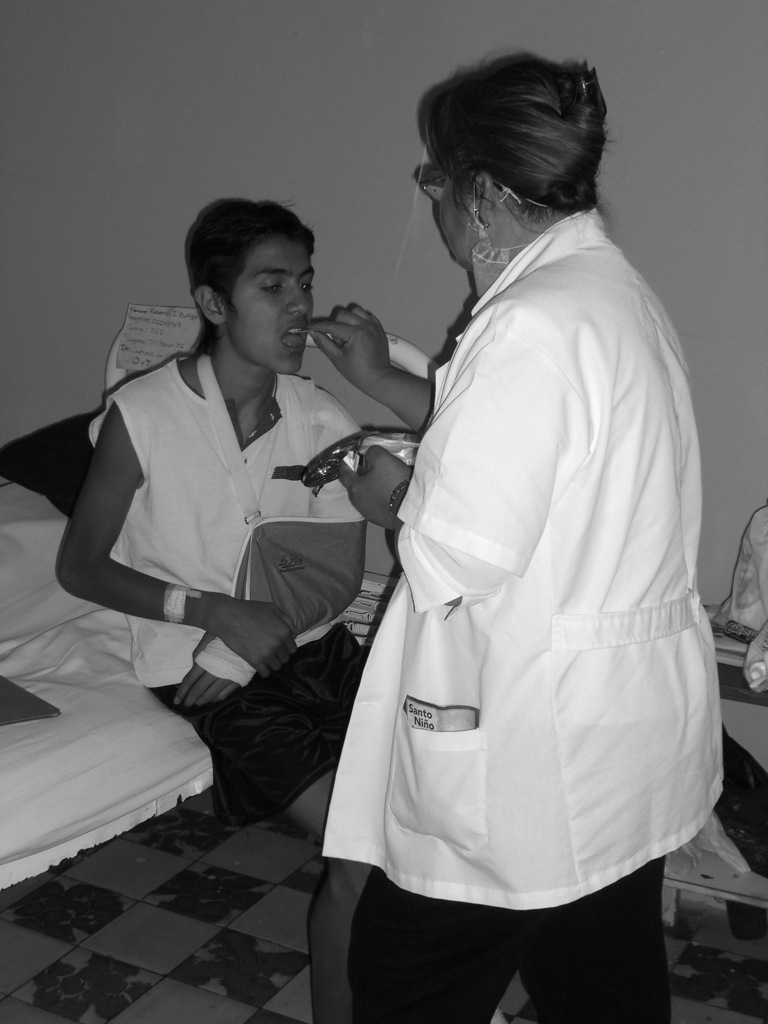
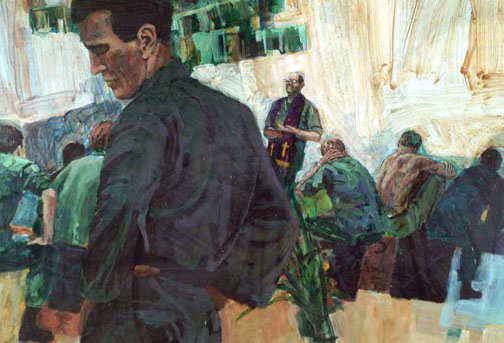
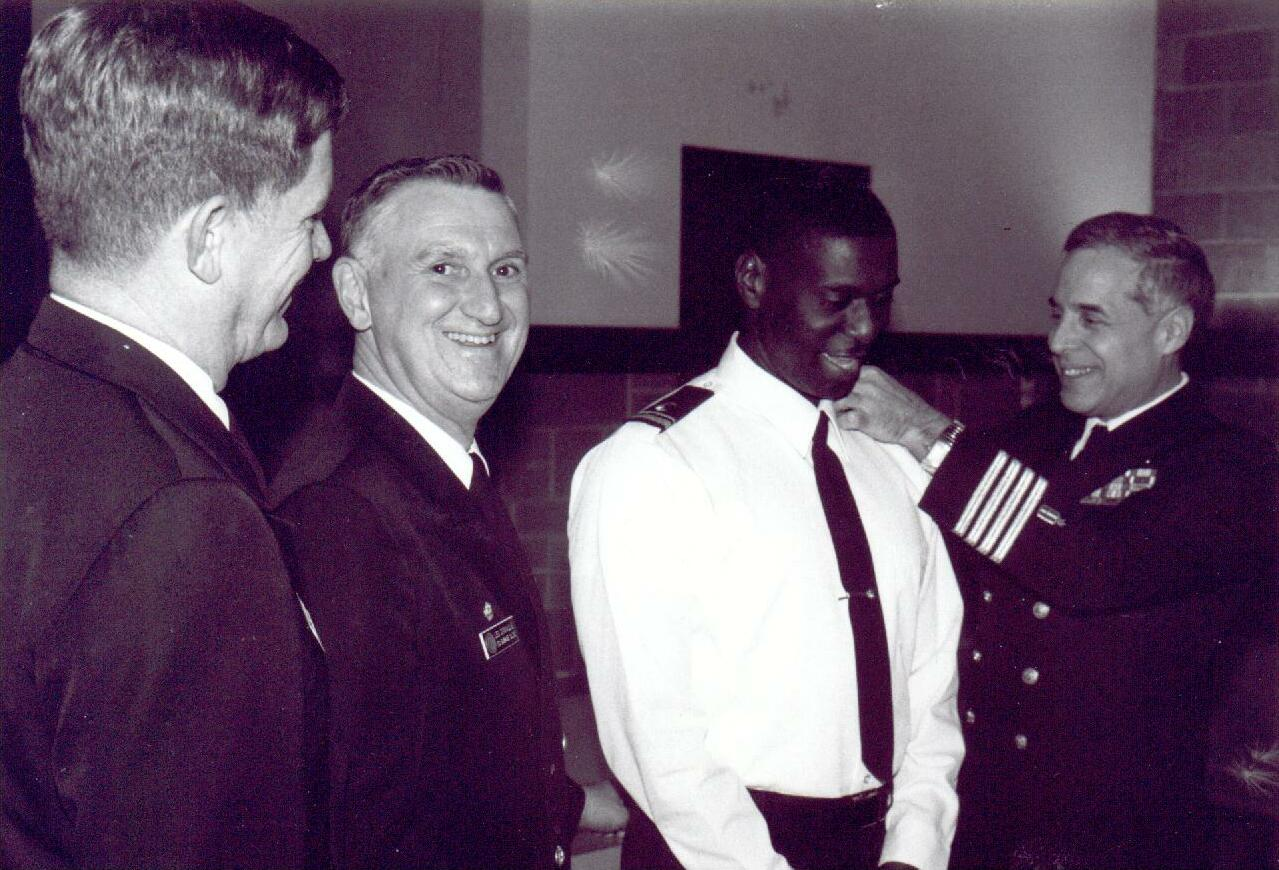
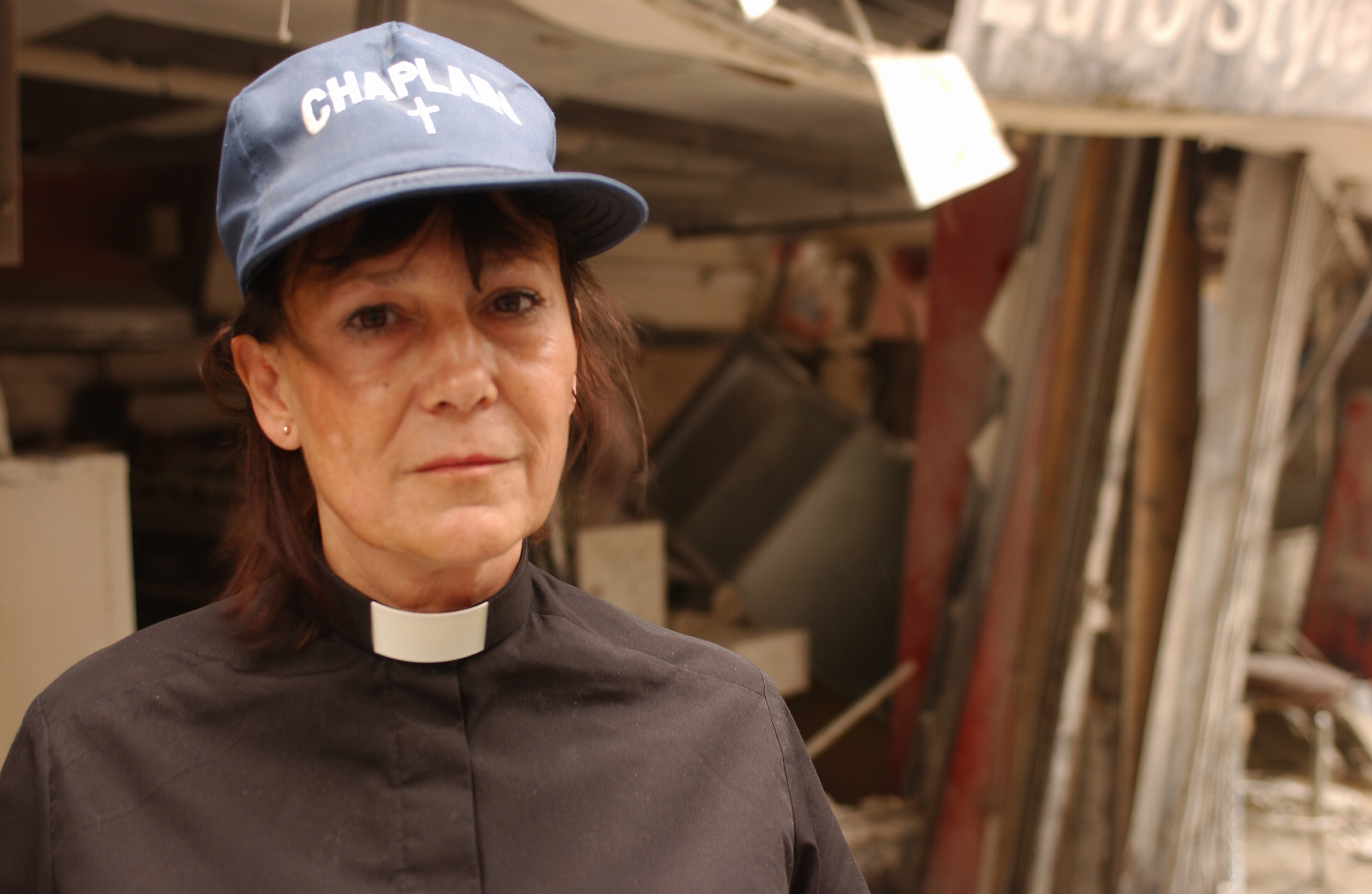